# 136A busz (Budapest)
A budapesti 136A jelzésű autóbusz a Pestlőrinc, MÁV-állomás és Nagykőrösi út között közlekedett. A vonalat a Budapesti Közlekedési Vállalat üzemeltette.

## Története
1981. március 1-jén a 136-os buszt meghosszabbították a Jahn Ferenc Kórházig, korábbi útvonalán május 4-én 136A jelzéssel betétjárat indult. 1983. december 30-án megszűnt.

## Útvonala
| Nagykőrösi út felé: | Pestlőrinc, MÁV-állomás felé: |
| --- | --- |
| Pestlőrinc, MÁV-állomás vá. – Jegenye fasor – Lakatos út – Vörös Hadsereg útja – Baross utca – Margó Tivadar utca – Kele utca – Méta utca – Nagykőrösi út vá. | Nagykőrösi út vá. – Méta utca – Kele utca – Margó Tivadar utca – Baross utca – Vörös Hadsereg útja – Lakatos út – Nefelejcs utca –Széchenyi István utca – Pestlőrinc, MÁV-állomás vá. |

## Megállóhelyei
Az átszállási kapcsolatok között nincsen feltüntetve az azonos útvonalon közlekedő 136-os busz.
| 0  | Pestlőrinc, MÁV-állomás végállomás      | 14 | 17, 17, 36, 80 Pestlőrinc       |
| ∫  | Jegenye fasor                           | 14 | 36, 135                         |
| ∫  | Széchenyi István utca                   | 13 | 36                              |
| 1  | Lakatos út                              | 12 | 17, 17, 36, 80, 93, 95, 98, 135 |
| 3  | Dolgozó út                              | 11 | 36, 135                         |
| 4  | Vörös Hadsereg útja (↓) Lakatos út (↑)  | 10 | 36, 93, 135 50                  |
| 6  | Kemény Zsigmond utca (↓) Építő út (↑)   | 9  | 36, 93 50                       |
| ∫  | Schönherz Zoltán utca                   | 8  | 35, 36, 93 50                   |
| 7  | Baross utca (↓) Vörös Hadsereg útja (↑) | 8  | 35, 36, 93 50                   |
| 8  | Margó Tivadar utca (↓) Baross utca (↑)  | 6  | 36, 136                         |
| 10 | Kinizsi Pál utca (↓) Városház utca (↑)  | 5  |                                 |
| 11 | KISZ-lakótelep                          | 4  |                                 |
| 12 | Pozsonyi utca (↓) Lőrinci út (↑)        | 2  |                                 |
| 13 | MGTSZ                                   | 1  |                                 |
| 14 | Nagykőrösi út végállomás                | 0  | 54, 54                          |